# Эллиотт, Джон (историк)
Сэр Джон Эллиотт (англ. John Huxtable (J.H.) Elliott; 23 июня 1930, Рединг — 10 марта 2022, Оксфорд, Юго-Восточная Англия) — британский историк, испанист, специалист по Испании раннего Нового времени (с 1450 по 1780 год; Испанской империи), а также Европе и Америке; специалист по истории Каталонии. Доктор философии (1955). Королевский профессор-эмерит Оксфорда (Regius Professor of History (Oxford)); перед тем профессор в Институте перспективных исследований в Принстоне (1973-90), а также являлся профессором — завкафедрой истории в Королевском колледже в Лондоне (1968-73). Член Британской академии (1972), Американского философского общества, иностранный член Национальной академии деи Линчеи. Лауреат Wolfson History Prize и премии Бальцана (1999), а также премии принца Астурийского (1996).
Его называют одним из первых британских испанистов, а также в числе первых приверженцев практики сравнительной истории. Magnum opus — The Count-Duke of Olivares: The Statesman in an Age of Decline (1986).

## Биография и творчество
Родился в семье школьных учителей.
Выпускник Claremont Fan Court School (директором которой в 1933—1957 был его отец), где учился в 1937—1943 гг., затем он учился в Итонском колледже (1943-48). В 1948-49 гг. служил в Британской армии. В 1950 году провел шестинедельные летние каникулы в путешествии по впечатлившей его Испании. Окончил по истории с первоклассным отличием кембриджский Тринити-колледж (бакалавр, 1952), затем в 1957-67 гг. лектор там же (в 1957—1962 ассистент-лектор, в 1962—1967 гг. лектор истории), феллоу колледжа в 1954-68 и будет его почётным феллоу. Первоначально планировал изучать современные языки; три года спустя после окончания Кембриджа в 1952 году защитил докторскую диссертацию под руководством Герберта Баттерфилда, в том же колледже. Среди его преподавателей также были Стивен Рансимен и Walter Ullmann. Докторская Эллиотта была посвящена подоплеке восстания каталонцев 1640 года. Испытал влияние Jaume Vicens i Vives, а также Броделя и школы Анналов.
На протяжении пяти лет как профессор современной истории заведовал кафедрой истории в Королевском колледже Лондона (с 1968; его преемником там станет Гельмут Кёнигсбергер), прежде чем в 1973 г. перебрался в Принстон (в Институт перспективных исследований), который назовет «раем для ученых». Там он провел 17 лет. По возвращении в Великобританию занял королевскую кафедру в Оксфорде (в 1990); Королевский профессор-эмерит современной истории Оксфорда (Regius Professor of History (Oxford)), он находился в должности с 1990 по 1997 год. Его преемник на последнем посту R. J. W. Evans учился у Эллиотта в Кембридже. Являлся попечителем музея Прадо, президентом Past and Present Society. Член-корреспондент Испанской королевской академии истории (1965) и Королевской академии испанского языка (2016), член Американской академии искусств и наук.
На протяжении четырёх десятилетий входил в совет Past & Present.
Сохраняя значительный интерес к Испании, в частности к графу-герцогу Оливаресу, Эллиотт с годами расширил свою область исследований от Испании и Европы — до изучения европейского участия в Америке; в особенности его интересовало сравнение траекторий британской и испанской истории.
Его первой крупной работой стала The Revolt of the Catalans: A Study in the Decline of Spain, 1598—1640 (1963) — появившаяся на основе его докторской диссертации. В том же году Эллиотт выпустил учебник по имперской Испании Imperial Spain 1469—1716, — послуживший, как отмечают, признанию «периода раннего Нового времени» определённой академической областью. Затем последовали Europe Divided 1559—1598 (1969) и The Old World and the New 1492—1650 (1970).
В 1980 вышла его книга в соавторстве с Джонатаном Брауном (2-е изд. — 2003). В 1984 году Дж. Эллиотт выпустил сравнительное исследование Richelieu and Olivares, удостоенное Leo Gershoy Award и Prix XVIIe siècle. А в 1986 году он опубликовал свой magnum opus — об Оливаресе. В 2006 году вышла его значительная работа Empires of the Atlantic World: Britain and Spain in America, 1492—1830 — сравнительное исследование британской и испанской колониальной Америки, оно удостоилось Francis Parkman Prize, попало в шорт-лист Hessell-Tiltman Prize.
В 2012 году выпустил мемуары History in the Making. Его последней книгой стала Scots and Catalans: Union and Disunion (2018), представляющая собою сравнительную историю Шотландии и Каталонии от средневековья до конца 2017 года. Свою книгу Spanish Society, 1400–1600 (Social History of Europe) (2002) посвятил Эллиотту Теофило Руис.
В 1958 году женился.

### Награды и отличия
- Leo Gershoy Award[англ.] (1985)
- Wolfson History Prize[англ.] (1986)
- Antonio de Nebrija prize, Университет Саламанки (1993)
- Francis Parkman Prize[англ.] (2007)
- Орден Изабеллы Католической (1987), Большой крест ордена Альфонса X Мудрого (1988), Gold Medal of Merit in the Fine Arts (Spain)[англ.] (1990)

Почётный доктор: Кембридж (2013), Автономный университет Мадрида (1983), Мадридский университет имени Карла III, Университет Генуи и Университет Барселоны.
Стал первым удостоенным Órdenes Españolas Award (2018).

## Публикации
- The Revolt of the Catalans (1963)
- Imperial Spain (London, 1963; revised repr. Penguin Books, 2002)
- Europe Divided, 1559—1598 (1963)
- The Count-Duke of Olivares (1986)
- Spain and Its World, 1500—1700: Selected Essays (Yale University Press, 1989)
- The World of the Favourite (edited, with L.W.B. Brockliss) (Yale University Press, 1999)
- A Palace for a King (Yale University Press, 2003)
- Empires of the Atlantic World (2006) {Рец. Christopher Schmidt-Nowara[англ.]}
- Spain, Europe and the Wider World, 1500—1800 (Yale University Press, 2009) Рец.
- History in the Making (Yale University Press, 2012) Рецензия
- Scots and Catalans: Union and Disunion (March 2022)

## Некрологи
- Paul Preston. Sir John Elliott obituary
- Rob Iliffe. Sir John Elliott, 23 June 1930 — 9 March 2022